# Chintara Sukapatana
Chintara Sukapatana (Thai: จินต หรา สุข พัฒน์; RTGS: Chintara Sukkhaphat; Distretto di Phra Pradaeng, 22 gennaio 1965) è un'attrice thailandese.

## Biografia
È nota per aver interpretato Trinh in Good Morning, Vietnam, al fianco di Robin Williams.

## Filmografia parziale

### Attrice

#### Cinema
- Raeng Ngao (แรงเงา) (1986)
- Good Morning, Vietnam, regia di Barry Levinson (1987)
- Khu Kam (คู่กรรม) (1988)
- Once Upon a Time, regia di Bhandit Rittakol (1994)
- Dorm, regia di Songyos Sugmakanan (2006)

#### Televisione
- Chaloey Sak (1991)
- Sapai Glai Peun Tiang (2009)
- Nueng Dao Fa Diao (2018)
- Thong EK: The Herbal Master - Serie tv, 14 episodi (2019)
- My Forever Sunshine - Serie tv, 20 episodi (2019)
- The Wedding Contract - Serie tv, 28 episodi (2023)